# Brackett (cràter)
|  | No s'ha de confondre amb Blackett (cràter). |

Brackett és un petit cràter d'impacte de la Lluna que es troba prop de la vora sud-est de la Mare Serenitatis. El cràter ha estat cobert pel flux de lava, deixant només un rastre en forma d'anell a la mar lunar circumdant. Aquest cràter s'observa millor sota angles d'il·luminació oblics, ja que d'una altra manera és difícil de localitzar.

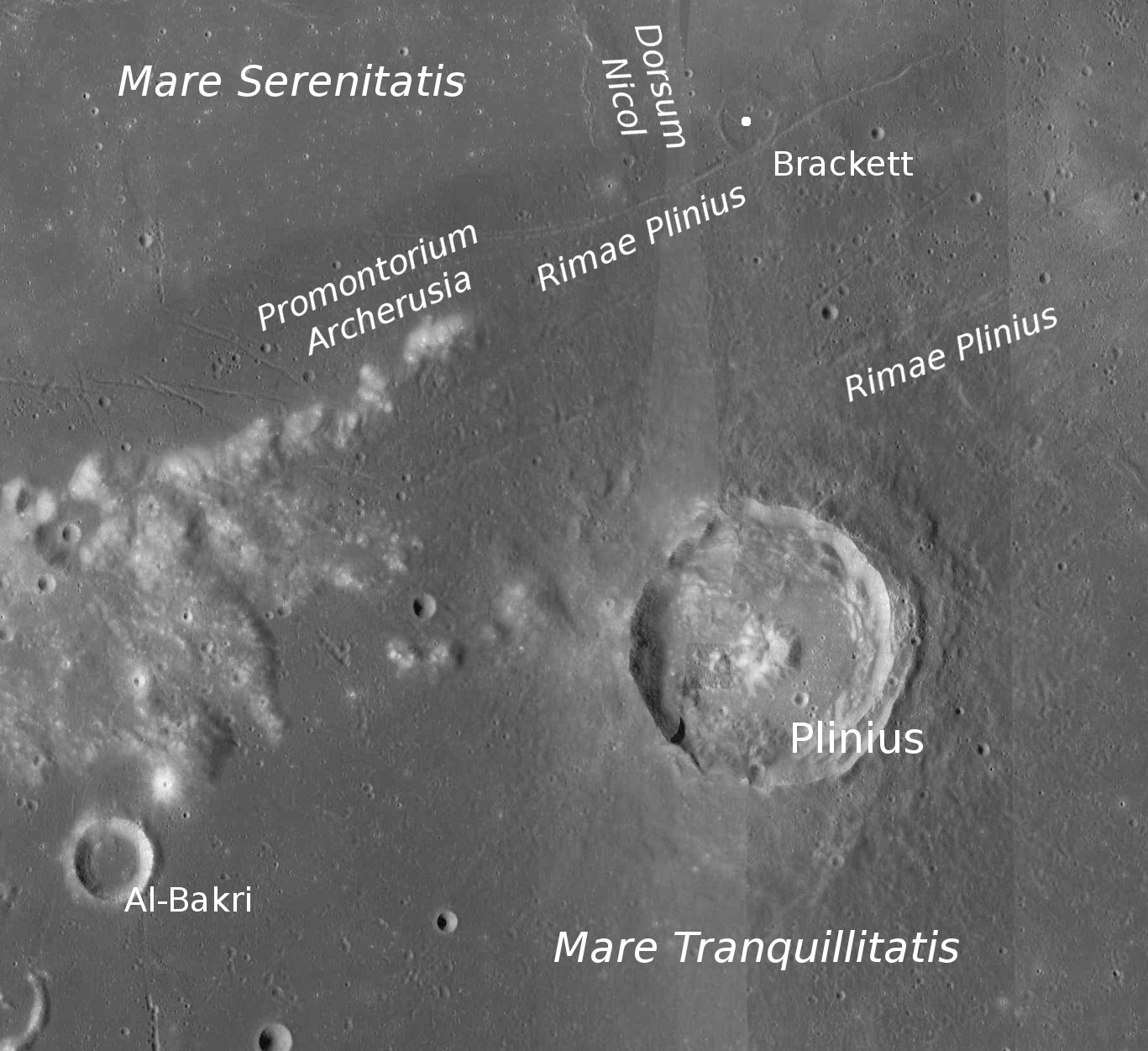
Localització de Brackett (dalt a la dreta)
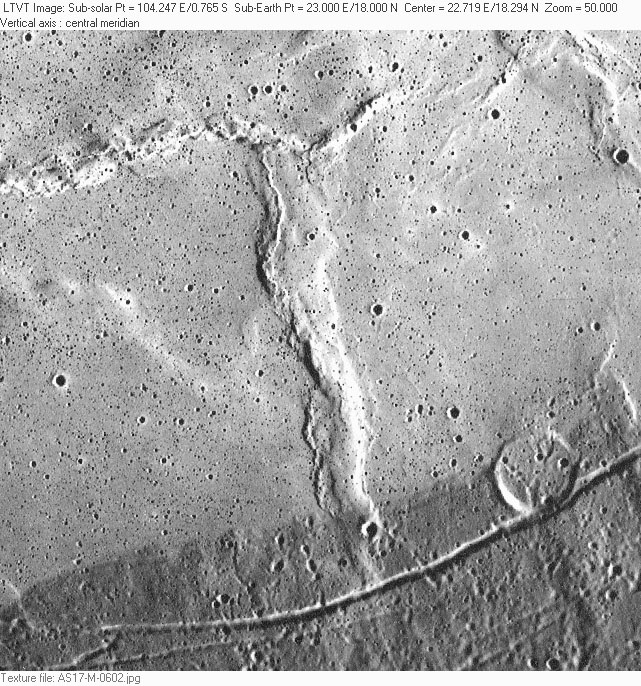
Dorsum Nicol (en vertical) i Rimae Plinius, amb Brackett tangent

La vora sud està gairebé en contacte amb un sistema d'esquerdes anomenada Rimae Plinius.